# Artur Kwiatkowski
Artur Kwiatkowski wł. Jan Bolesław Artur Jaksa-Kwiatkowski (ur. 27 grudnia 1891 we Włocławku. zm. 19 maja 1980 w Otwocku) – polski aktor teatralny i filmowy, reżyser teatralny, dyrektor teatrów.

## Życiorys
Kształcił się w Warszawie, gdzie w 1905 roku brał udział w strajku szkolnym. W 1909 roku zdał maturę w gimnazjum Wróblewskiego. Pracując na Kolei Warszawsko-Wiedeńskiej, w 1912 roku ukończył Szkołę Aplikacyjną przy Warszawskich Teatrach Rządowych. Debiutował w Łodzi, najpierw w Teatrze Popularnym (1912-193), a następnie w Teatrze Polskim (1913-1914). Lata 1914-1917 spędził w Kijowie, występując w tamtejszym Teatrze Polskim. W tym czasie odbył również służbę w armii rosyjskiej (1916).
Po zakończeniu I wojny światowej występował najpierw w zespole objazdowym, kierowanym przez Kazimierza Junoszę-Stępowskiego (1918), z którym odwiedził m.in. w Częstochowę i Kalisz, a następnie grał w warszawskim Teatrze im. Stanisława Staszica (1919), Teatrze Wielkim w Poznaniu (1919-1920) oraz objazdowym zespole teatralnym Ministerstwa Spraw Wojskowych, kierowanym przez Józefa Leśniewskiego (1920-1921). 
W 1921 roku debiutował jako reżyser w Teatrze Lutnia w Wilnie. Przez kolejne lata często zmieniał miejsce pracy. Występował w Teatrze Miejskim w Łodzi (1921-1922) oraz we Lwowie (1922). Lata 1922-1925 spędził w Krakowie, reżyserując i występując w Teatrze im. Juliusza Słowackiego (1922-1923), a następnie grając w Teatrze Bagatela (do 1925). Następnie był członkiem zespołów: Teatrów Miejskich we Lwowie (1925-1926) oraz Teatru Polskiego w Bydgoszczy (1926-1927), gdzie w 1927 roku objął dyrekcję. Potem pracował w Łodzi (Teatr Miejski, 1927, 1935-1935), Lwowie (Teatry Miejskie, 1928-1930), Warszawie (gdzie w 1930 roku kierował teatrem Uśmiech Warszawy), Poznaniu (Teatr Polski 1930-1931, Teatr Nowy 1932-1933), Katowicach (Teatr Polski, gdzie był kierownikiem artystycznym w latach 1931-1932) oraz ponownie w stolicy, gdzie występował w Teatrze Kameralnym (1932-1937), Teatrze Malickiej (1935) oraz Naszym Teatrze (1937). Następnie reżyserował w Towarzystwie Dramatycznym A. Adamusa w Płocku (1935-1936), a w kolejnych latach przeniósł się do Częstochowy, gdzie grał i reżyserował w tamtejszym Teatrze Miejskim (1938-1939). W mieście tym spędził okres II wojny światowej, handlując obrazami.
Po zakończeniu walk zaangażował się w reaktywację częstochowskiego teatru, grając w nim i reżyserując do 1949 roku. W kolejnych latach pracował w Teatrze Śląskim w Katowicach (do końca 1950 roku), Teatrach Dramatycznych w Poznaniu (1951) oraz Teatrze Wybrzeże w Gdańsku (1951-1952). Przeniósłszy się do Warszawy, do końca życia był członkiem zespołów Teatrów: Ludowego (do 1974 roku) oraz Nowego. Reżyserował również gościnnie, m.in. w Zakopanem (1949), Sosnowcu, Bielsku, Szczecinie oraz Kielcach. 
Wystąpił w dziewięciu spektaklach Teatru Telewizji (1956-1971) oraz siedmiu audycjach Teatru Polskiego Radia (1954-1969). Został odznaczony Krzyżem Oficerskim Orderu Odrodzenia Polski (1962) oraz Medalem 30-lecia Polski Ludowej (1975). Zajmował się również tłumaczeniem sztuk teatralnych z języka rosyjskiego.
Został pochowany na Cmentarzu Komunalnym Północnym w Warszawie (kw. W-XVII-1-10-4).

## Filmografia
- Barbara Radziwiłłówna (1936) - Samuel Maciejowski
- Ułan księcia Józefa (1937)
- Ordynat Michorowski (1937) - gość na balu sylwestrowym u hrabiostwa Trestków, sekundant ordynata Michorowskiego w pojedynku z hrabią Brochwiczem
- Kościuszko pod Racławicami (1938)
- Die Rolle (1971) - staruszek

Źródło: Film Polski